# یوشیکو تاناکا
یوشیکو تاناکا (ژاپنی: 田中 好子؛ ۸ آوریل ۱۹۵۶ – ۲۱ آوریل ۲۰۱۱) هنرپیشه و خواننده اهل ژاپن بود. وی بین سال‌های ۱۹۷۲ تا ۲۰۱۱ میلادی فعالیت می‌کرد.